# فيكتور هنري
فيكتور هنري (بالفرنسية: Victor Henri)‏ هو عالم وفيزيائي وعالم نفس وكيميائي فرنسي، ولد في 6 يوليو 1872 في مارسيليا في فرنسا، وتوفي في 21 يونيو 1940 في لا روشيل في فرنسا.